# Рейнбот, Анатолий Анатольевич
Анато́лий Анато́льевич Ре́йнбот (Rheinbott; 4 февраля 1868—1918) — генерал-майор свиты (1906),  московский градоначальник в 1906—1907 годах. Снят с должности за казнокрадство. После начала войны с немцами принял русскую фамилию Резво́й.

## Биография
Православный. Сын капитана лейб-гвардии Гренадерского полка Анатолия Антоновича Рейнбота (1844—1918) и Ольги Григорьевны, урожд. Неверовой. По отцу его бабушкой была Надежда Павловна Резва́я (ум. 1912), сестра генерала О. П. Резво́го. Именно эту фамилию примут в 1910-е гг. Анатолий и его младший брат Владимир (1873—1939), полковник, председатель Союза русских инвалидов в Бельгии.
Окончил Александровский кадетский корпус (1885) и Михайловское артиллерийское училище (1888), откуда выпущен был подпоручиком в 37-ю артиллерийскую бригаду. Позднее был переведен в гвардию.
Чины: поручик (1890), подпоручик гвардии (1890), поручик (1894), штабс-капитан (1895), капитан (1900), подполковник (1903), полковник (1904), генерал-майор с зачислением в Свиту (1906).

«Это был плотный, немного склонный даже к полноте мужчина с навощенными кончиками усов и в пенсне с золотой оправой. Стекла этого пенсне скрывали пару серых оловянных глаз с пронзительным, тяжелым взором. Несмотря на его подчеркнутую постоянную любезность, взгляд этих металлических глаз всегда распространял вокруг него какой-то холодок».

Окончил Николаевскую академию генерального штаба по 1-му разряду. 13 мая 1901 года назначен обер-офицером для особых поручений при канцелярии Финляндского генерал-губернатора с зачислением по гвардейской пешей артиллерии. 9 января 1903 года назначен ландс-секретарем Нюландской губернии, неоднократно исправлял должность нюландского губернатора. 11 августа 1905 года был назначен штаб-офицером V класса при финляндском генерал-губернаторе. С 6 ноября 1905 по 7 января 1906 года исполнял должность казанского губернатора.
7 января 1906 года назначен московским градоначальником с производством в генерал-майоры. Пользовался протекцией со стороны крайне правых кругов, чьи взгляды разделял (вступил в «Русское собрание»). На должности московского градоначальника вёл энергичную борьбу с революционными выступлениями.
Из воспоминаний Юрия Бахрушина (сына основателя музея):

После революции 1905 года, в так называемый «период умиротворения», Рейнбот был назначен градоначальником Москвы. Его прошлая жизнь была подобна истории мидян — темна и непонятна. Откуда выплыла эта фигура, кто ей протежировал — никто толком не знал. Это был один из обычных административных авантюристов, в таком множестве выплывавших на поверхность правительственной мути последнего царствования. Москва с любопытством ожидала первых шагов нового градоправителя, в особенности после памятного пресловутого адмирала Дубасова, носившегося вихрем по городу в быстроходных санках, окруженных добрым взводом гикавших казаков с пиками и нагайками наготове.
Рейнбот, очевидно, достаточно наслышавшись о деятельности Дубасова и об отношении к нему москвичей, с самого начала своей деятельности вёл себя диаметрально противоположно. Он отменил сани и стал вдруг появляться на улицах пешком. Москва понимала, что это лишь фокус для снискания популярности, и недоверчиво ожидала дальнейшего. Но и новый градоначальник, видимо, понял, что Москву на прогулках пешком не проведешь. Нужно было что-либо более эффектное. Случай помог. Однажды Рейнбот шел, как обычно, пешком со своей женой по Петровке. Вдруг сзади него послышался какой-то шум и крики. То ли от страха, то ли инстинктивно градоначальник слегка присел — в это время брошенная в него бомба проскочила у него между ног. Адская машина к тому же оказалась недоброкачественной и не разорвалась даже, но Рейнбот лично арестовал покушавшегося, передал его тут же полиции, после чего продолжал свою прогулку с супругой.

Все это произошло на виду всей Москвы, на одной из самых людных улиц, среди бела дня и не замедлило распространиться по столице, сразу подняв популярность нового администратора. Правда, скептики тут же стали рассказывать втихомолку, что все это происшествие было подстроено самим Рейнботом и удачно выполнено полицией, но ореол бесстрашия все же некоторое время сиял вокруг его фигуры.
Поднял боеготовность московской полиции, закупив для нужд правоохранителей трехлинейные винтовки и револьверы. Причем покупка 750 револьверов на Тульском оружейном заводе была оформлена как премия приставам.
В результате ревизии Московского градоначальства сенатором Н. П. Гариным Рейнбот был уличен в финансовых злоупотреблениях и 11 декабря 1907 года отчислен от должности градоначальника, а 12 ноября 1908 года уволен от службы по прошению с мундиром. В советских источниках «рейнботовская история», замятая усилиями его жены и правого лагеря, описывалась следующим образом:

Занимался взяточничеством, вымогательством, присваивал казённые деньги. Административно-полицейский произвол Рейнбота и чинимые им беззакония вызывали возмущение в широких общественных кругах. Царское правительство было вынуждено его уволить и отдать под суд. Следствие по делу Рейнбота длилось несколько лет, только в 1911 году состоялся суд, приговоривший Рейнбота к лишению прав, состояния и к одному году отбывания в исправительном арестантском отделении. Но даже этот лёгкий приговор не был осуществлён, Рейнбота вскоре освободили из-под ареста.— Ленин В. И. Полное собрание сочинений. Том 20. Гос. изд-во полит. лит-ры, 1961. Стр. 549.
Известно, что Рейнбот объявил о ликвидации в Москве публичных домов. Однако после внесения содержателями этих заведений 10000 рублей «на благотворительность», уголовное преследование прекратилось.
Много шума наделал брак Рейнбота с миллионершей Зинаидой Морозовой, 37-летней вдовой Саввы Морозова. Чтобы он осуществился, Рейнботу пришлось развестись с женой Марией Александровной (урожд. Дехтеринской), матерью его сыновей Анатолия и Георгия. Венчание состоялось 7 августа 1907 года в Николаевской церкви села Лысцева Тульской губернии. Аксакова-Сиверс Т. А. вспоминала:

В начале 1907 года градоначальник А. А. Рейнбот приехал на Пречистенский бульвар с визитом со своей новой женой — он только что вступил в брак с известной всей Москве вдовой Саввы Морозова — Зинаидой Григорьевной. Это была женщина бальзаковского возраста, прекрасно одевавшаяся и умевшая быть приятной, когда хотела; при этом она была всегда довольно бесцеремонна, говорила нараспев с оттенком nonchalance".

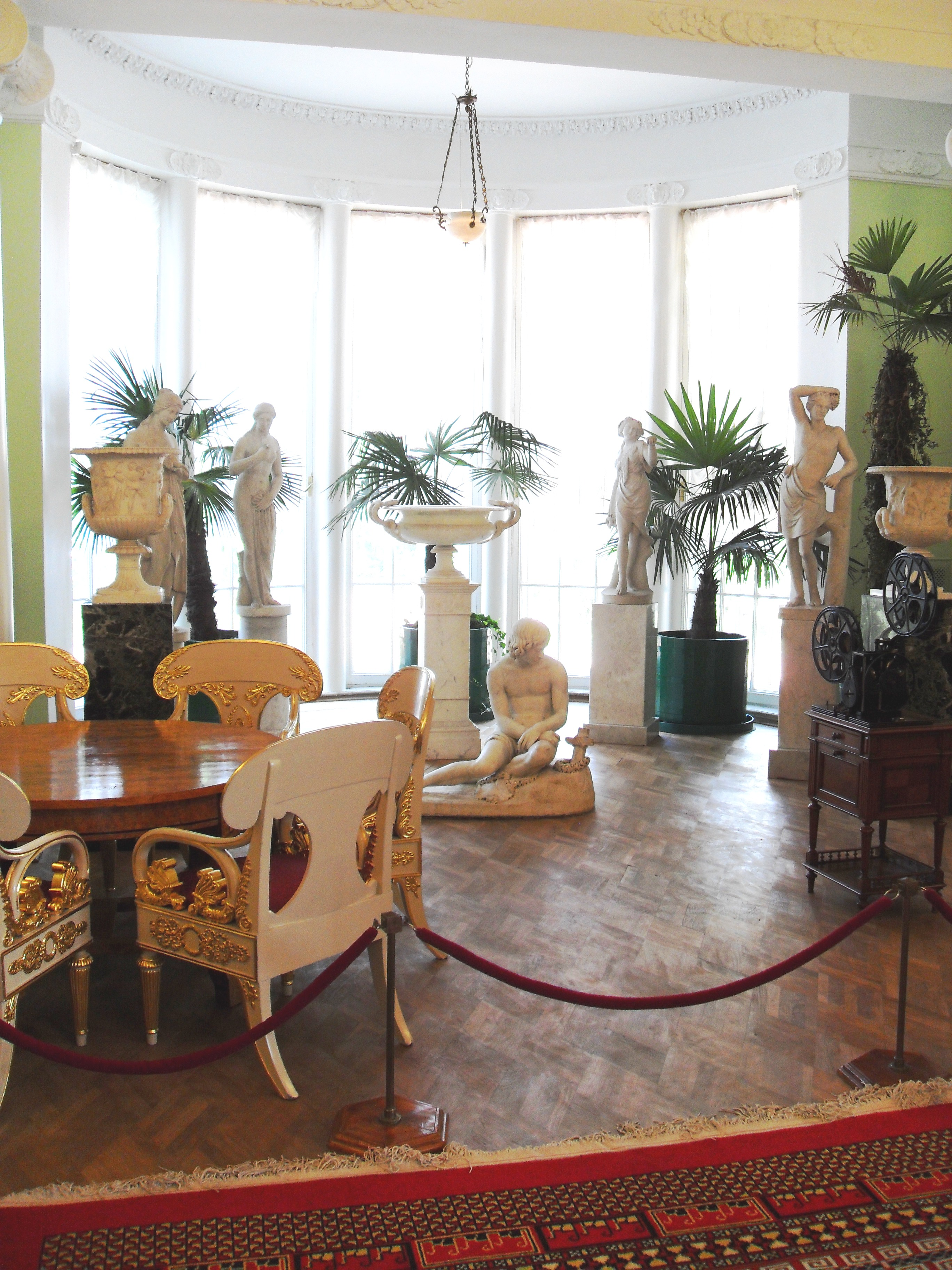
Обстановка загородного дома Рейнбота и Морозовой

После отставки жил со второй женой в принадлежавшем ей имении «Горки» под Москвой — том самом, которое в 1918 году после переезда Совета народных комиссаров в Москву стало загородной резиденцией В. И. Ленина.
С началом Первой мировой войны, сменив немецкую фамилию, был возвращён на военную службу — начальник санитарной части Северо-Западного фронта (декабрь 1914 — январь 1915), генерал для поручений при начальнике снабжения фронта (январь-октябрь 1915), прикомандирован к 17-й пехотной дивизии (октябрь 1915 — июль 1917), командующим 40-й пехотной дивизией (6 июля 1916 — 1917). 30 апреля 1917 года был зачислен в резерв чинов при штабе Одесского военного округа.
После Февральской революции допрашивался Чрезвычайной следственной комиссией Временного правительства. В сентябре 1918 года арестован и вскоре расстрелян (по мнению, распространённому среди противников большевиков, те «отомстили Рейнботу за подавление первой русской революции»). По менее надёжным сведениям, участвовал в Белом движении и погиб в 1920 году.

## Награды
- Орден Святого Станислава 3-й ст. (1898);
- Орден Святой Анны 2-й ст. (1905);
- Орден Святого Владимира 3-й ст. с мечами (6.12.1914);
- Орден Святого Станислава 1-й ст. с мечами (ВП 07.06.1915).
- командорский крест ордена Бани (Великобритания, 1917)[8]